# Two-Face
Two-Face ist eine fiktive Figur, an der der US-amerikanische Unterhaltungskonzern WarnerMedia die Rechte hält. Der Charakter ist die Hauptfigur einer Reihe von Comicpublikationen im Programm des zu WarnerMedia gehörenden Verlages DC Comics und hat ferner Vermarktung in einer Reihe von Merchandising-Produkten wie Action-Figuren, Postern und Sammelkartenspiele gefunden.
Bekanntheit erlangte der Charakter des Two-Face vor allem als häufig wiederkehrender Gegenspieler des Superhelden-Charakters Batman in dessen Comics und Zeichentrick-Serien sowie in jüngerer Zeit vor allem in den Kinofilmen Batman Forever (1995) und The Dark Knight (2008).
Die Figur wurde erstmals in einer Geschichte in dem Comicheft Detective Comics Nr. 66 vom August 1942 vorgestellt. Verfasser dieser Geschichte war der Autor Bill Finger, während die Zeichnungen von Bob Kane stammten, die deshalb als gemeinsame Schöpfer von Two-Face gelten.

## Publikationsgeschichte
DC-Comics hat im Laufe der Jahrzehnte zahlreiche One-Shots und Mini-Serien veröffentlicht, die den Two-Face-Charakter in den Mittelpunkt stellen, so beispielsweise den graphischen Kurzroman Two Face Strikes Twice von Jean Marc DeMattheiss oder den Sammelband Two Face and the Riddler aus dem Jahr 1995.

## Fiktive Biografie
Two-Face heißt mit bürgerlichem Namen Harvey Dent und ist der ehemalige Bezirksstaatsanwalt von Gotham City, der, seit er von einem Angeklagten im Gerichtssaal mit Säure angegriffen wurde, schwer entstellt ist. Dabei wird bei den Verfilmungen oftmals von der ursprünglichen Version abgewichen. Als Ergebnis teilt sich Dents Gesicht in der Mitte in zwei ganz und gar gegensätzliche Hälften: Die makellos schöne, attraktiv-ansehnliche rechte Gesichtshälfte und die säurezerfressene, zernarbte und abstoßende linke Gesichtshälfte.
Mit Two-Faces körperlicher Verunstaltung folgte eine schwere seelische Schädigung, die im Wesentlichen der Persönlichkeitsspaltung entspricht, dabei jedoch durch allerlei schrill-auffällige, Erzählstoff hergebende Ingredienzien ergänzt wird. Beispielsweise trägt Dent nur noch Kleidung, die in der Mitte farblich geteilt ist. Im deutschsprachigen Raum war die Figur lange Jahre auch als „Doppelgesicht“ oder „Januskopf“ bekannt, wobei anzumerken ist, dass Two-Face den Namen Janus, in Anspielung an den doppelköpfigen römischen Gott der Türen und Tore und ohne dass die verantwortlichen amerikanischen Autoren etwas von der älteren deutschen Übertragung des Figurennamens ahnen, im englischsprachigen Original gelegentlich als Decknamen verwendet.
Two-Faces Markenzeichen ist ein Silberdollar, der auf beiden Seiten mit einem Kopf geprägt ist und der ihm als Entscheidungshilfe dient. Der Kopf ist auf der einen Seite zerkratzt, auf der anderen Seite makellos und rein. Die beiden Köpfe der Münze symbolisieren offensichtlich die beiden Hälften von Two-Faces Persönlichkeit. Wenn Two-Face in einer Situation ist, in der es erforderlich ist, sich zu entscheiden, pflegt er die Münze in die Luft zu werfen, aufzufangen und sein weiteres Handeln davon abhängig zu machen, welcher der beiden Köpfe nach oben gefallen ist. Ist der unversehrte Kopf sichtbar, so handelt Dent im Sinne seiner „guten Hälfte“, ist der zerkratzte Kopf sichtbar, so handelt er im Sinne seiner „bösen Hälfte“.

## Fiktive Biografie inThe Dark Knight
Im Film The Dark Knight ist Two-Face der Staatsanwalt Harvey Dent, dem ein größerer Erfolg im Kampf gegen das organisierte Verbrechen gelungen ist. Er wird als Held gefeiert und ist in der Bevölkerung sehr beliebt.
Im Verlauf des Films werden Dent und seine Verlobte Rachel jedoch vom Joker entführt und in zwei verschiedenen Lagerhäusern gefangen gehalten. Commissioner Gordon und Batman können ihre Aufenthaltsorte in Erfahrung bringen, worauf sich Batman auf den Weg zu Rachel und Gordon mit weiteren Polizisten auf den Weg zu Dent machen. Angekommen erkennt Batman, dass sich entgegen der Angaben des Jokers nicht Rachel in diesem Lagerhaus befindet, sondern Dent. Dent ist zuvor beim Versuch sich selbst zu befreien in eine Lache mit brennbarer Flüssigkeit gestürzt. Beim Versuch ihn zu retten entzündet sich die Flüssigkeit auf seiner linken Körperhälfte, worauf Dent schwer verletzt in das Gotham General Hospital eingeliefert wird, dort jedoch die Behandlung verweigert. Gordon gelang es unterdessen nicht, Rachel zu retten. Der Joker holt Dent, welcher schwer traumatisiert ist und sich selbst in Anlehnung an einen alten Rufnamen Two-Face nennt, aus dem Krankenhaus und motiviert ihn, Rachels Tod zu rächen. Er tötet zunächst einige korrupte Polizisten, welche ihn und Rachel an den Joker ausgeliefert haben. Anschließend nimmt er die Familie Gordons als Geisel und fordert diesen auf, zum Lagerhaus zu kommen, in dem Rachel getötet wurde. Dort will er gerade Gordons Sohn vor dessen Augen töten, um diesen dafür zu bestrafen, Rachel nicht gerettet zu haben, als Batman auftaucht und Dent tötet. Batman nimmt anschließend die Morde Dents auf sich, um die Erfolge Dents im Kampf gegen die organisierte Kriminalität nicht zu gefährden.

## Herkunft
Die Figur des in eine gute und eine böse Persönlichkeit gespaltenen Dent weist erkennbare Referenzen zu der Titelfigur beziehungsweise den Titelfiguren aus Robert Louis Stevensons Roman Der seltsame Fall des Dr. Jekyll und Mr. Hyde von 1878 auf. Auch ist es anzunehmen, dass die seinerzeit noch relativ kurz zurückliegende amerikanische Verfilmung des Stoffes mit Fredric March in der Hauptrolle von 1932 Finger und Kane zu der Gestalt des Two-Face inspirierte. Auch auf aktuellen Plakaten werden Jekyll und Hyde oft mit halben Gesichtern dargestellt, um anzudeuten, dass es sich um dieselbe Person handelt. Dies geht so weit, dass in der Musicalversion Dr. Jekyll Rechts- und Mr. Hyde Linkshänder ist.

## Aussehen
Two-Face wird allgemein als ein stattlicher Mann mit allen Merkmalen klassischer männlicher, „apollinischer“ Attraktivität dargestellt, sowohl seine Statur als auch seine physiognomische Ausstattung in der rechten Gesichtshälfte. Seine linke Gesichtshälfte wird zumeist jedoch als ein „verquollenes Durcheinander“ dargestellt. Dents entstellte Gesichtspartie, vor allem die Schwere seiner Verletzungen, ist in der Vergangenheit unterschiedlich dargestellt worden.
Dents linke Gesichtshälfte ist eine Art fleischig-pampige Masse, die von Narben durchzogen und zahllosen Erhebungen und Unebenheiten überwuchert ist. So variiert die Farbe von Dents deformierter linker Gesichtshälfte ganz erheblich zwischen Chromoxidgrün (bei seinem ersten Auftritt), Moosgrün, Lila, Orange, Rosa, Grau und Braun. Es scheint somit vor allem dem Gutdünken des jeweils tätigen Coloristen überlassen zu sein, auf welche farbliche Schattierung im Einzelfall zurückgegriffen wird. Im Kino-Film Batman Forever war Dents Gesicht in einem stechend-rosafarbenen Ton gehalten, in der Zeichentrickserie von Bruce Timm wurde er mit einem hellblauen Gesicht dargestellt. Im Kino-Film The Dark Knight wird seine Entstellung auf eine schwere Verbrennung anstatt auf Säure zurückgeführt, weshalb die Gesichtshälfte hier stark verbrannt aussieht. Dents Gesichtserhebungen werden meist als in erheblichem Maße zurückgebildet dargestellt: sein linkes Augenlid ist verkürzt und manchmal sogar ganz verschwunden, so dass ein hervorquellender, stierender Augapfel aus der Augenhöhle hervorzuwuchern scheint. Seine linke Lippenhälfte ist ebenfalls häufig schwer beschädigt oder verschwunden, so dass mitunter seine Zähne sichtbar sind. Dents Ohrmuschel ist ebenfalls in einigen Fällen schwer beschädigt oder sogar gänzlich fehlend. Insgesamt gesehen lässt sich eine zombiefizierte Interpretation in neueren Werken erkennen.
In englischsprachigen Videospielen besitzt Two-Face zudem oft eine extrem knurrig-gruselig klingende Stimme, deren wechselnde Intensität dazu dient, seine Gefühlsschwankungen zu verdeutlichen.
Dents Haare waren in früheren Versionen als nur geringfügig in Mitleidenschaft gezogen dargestellt (was eine plastische Chirurgie vereinfacht hätte), während neuere Versionen diese als durch den Säureangriff Maronis farblich verändert oder sogar gänzlich vernichtet darstellen.
Two-Face ist nach Verlagsangaben 1,82 Meter groß und wiegt 83 Kilogramm. Seine Augenfarbe ist Blau, in vielen Versionen liegt eine Iris-Heterochromie vor, seine Haare werden teils als in unterschiedlichen Schwarz- oder Brauntönen, nuancierend, in seltenen Fällen auch weiß, dargestellt. An seiner rechten Hand befindet sich noch sein Ehering.

## Charakterisierung
In Dent stehen permanent eine gute, um das Vollbringen von Wohltaten bemühte Seite und eine schlechte, düstere, kriminelle und rachsüchtige Seite, die danach strebt, „Böses“ zu tun, im Widerstreit. Dabei wechseln nicht nur der gute und der böse Dent einander phasenweise, im Sinne einer ausschließlichen Beherrschtheit des Mannes durch eine von zwei polaren Persönlichkeiten ab, sondern existieren mitunter auch gleichzeitig, einander heftig bekriegend, im Konflikt miteinander. Dementsprechend ist Dents emotionaler Zustand großen Schwankungen unterworfen: mal ist er relativ ruhig und nachdenklich, ein anderes Mal wirkt er geradezu hysterisch und labil; hyperaktiver Aktionsdrang wechselt mit abgeklärter Lässigkeit. Bei manchen Gelegenheiten scheint seine psychische Erkrankung einen eher neurotischen Charakter zu besitzen, manchmal hingegen gleitet sie ins psychotische, mitsamt dem damit einhergehenden Realitätsverlust.
Neuere Geschichten betonen oft seine ehemals gute Freundschaft mit Commissar Gordon und/oder Batman/Bruce Wayne. Somit steht er als Symbol dafür, wie tief selbst die Gerechten beim Kampf gegen das Böse fallen können.

## Figurenbiografie
Bei seinem ersten Auftritt in Detective Comics Nr. 66 hieß Harvey Dent noch Harvey Kent. Der Name Kent wurde jedoch sehr bald in das heute vertraute „Dent“ umgeändert, um Verwirrung bei den Lesern durch eine naheliegende Assoziierung mit Clark Kent (Superman), einem anderen Charakter im Figuren-Sortiment des Verlages, zu vermeiden. In den 1940er Jahren trat die Two-Face-Figur dreimal, in den 1950er Jahren zweimal auf (zuzüglich einiger Nachahmer-Figuren, die Verwendung fanden, nachdem Dent zum allerersten Mal geheilt worden war. Zunächst Dents Butler Wilkins, danach ein Schauspieler namens Paul Sloane, der Dent in einer Verfilmung seines Lebenslaufs porträtieren sollte und schließlich der wahnhaften Vorstellung verfiel, selbst Dent zu sein, und zuletzt ein Mann namens George Blake).
In den 1960er-Jahren wurde Two-Face zugunsten kinderfreundlicherer Gegner aus der Serie herausgenommen. 1971 führte Dennis O’Neil Two-Face erneut in die Batman-Serie ein und machte ihn zu einem der Erzfeinde.
Während Dents Jugend und sein frühes Erwachsenen-Dasein lange Jahre gänzlich unbehandelt blieben, wurden sie in den 1980er und 1990er Jahren nachträglich beleuchtet. So etablierte Batman Annual Nr. 14 das gestörte Verhältnis Dents zu seinem Vater, und das One-Shot „Batman: Two Face“ von 1995 ergänzte in retroaktiver Kontinuitätsherstellung, dass Harvey Dent als Kind von seinem alkoholsüchtigen Vater häufig geschlagen und – andeutungsweise – sogar sexuell missbraucht worden war. Von diesem Vater erhielt Dent auch seine berühmte doppelköpfige Silberdollarmünze, Two-Faces späteres Markenzeichen, als Glücksbringer (in früheren Versionen hatte der Silberdollar ursprünglich Salvatore Maroni, Dents späterem Angreifer, gehört). Mr. Dent benutzte die Münze selbst, um abzuwägen, wann er seinen Sohn schlagen sollte und wann nicht. All diese nachträglichen biografischen Hinzufügungen dienten vor allem dazu, die psychologische Glaubhaftigkeit von Dents Charakter nachträglich zu steigern.
Traditionelle Zutat von Two-Faces Entstehung ist sein Hintergrund als beruflicher Überflieger: Nach seiner Zulassung als Anwalt schlug Dent eine Karriere bei der Gothamer Staatsanwaltschaft ein. Aufgrund seines beruflichen Könnens und seines guten Aussehens – die Presse taufte den Beau „Apollo“ Dent – wurde er nach einer Blitzkarriere noch als junger Mann zum Bezirksstaatsanwalt befördert. Privates Glück fand Dent in der Ehe mit Gilda Kane, die zum Leidwesen beider jedoch (scheinbar) kinderlos blieb.
Die Triebfedern seines Handelns waren abnormer beruflicher Eifer sowie ein brennender Drang, seine eigene Vision von Gerechtigkeit zu verwirklichen. Zwei Hauptverbündete von Dent bei seinem Kampf gegen das überwuchernde Verbrechen in Gotham zu dieser Zeit waren der Polizei-Captain James Gordon und der ominöse Vigilant Batman. Das „Triumvirat“ arbeitete einige Monate lang überaus erfolgreich im Kampf gegen die Gothamer Unterwelt zusammen. Während Batman das Versteck der Verbrecher ausmachte, führte Gordon die Verhaftung durch und Dent vertrat in der Regel die Anklage gegen sie.
Nachhaltigen Einfluss auf Dent übte die Begegnung mit Dr. Rudolph Klemper, einem Psychiater, dem mehrere Morde zur Last gelegt wurden, aus. Da die Staatsanwaltschaft Klemper aus Mangel an Beweisen jedoch nicht überführen konnte, sah sich Dent gezwungen, den Doktor wieder aus dem Gewahrsam der Polizei zu entlassen. Klemper, der tatsächlich ein Serienmörder war, gab Dent vor seiner Freilassung in hochmütiger Weise zwar andeutungsweise aber unmissverständlich zu verstehen, dass er die ihm vorgeworfenen Taten tatsächlich begangen hatte. Er ließ außerdem durchblicken, dass er sich als eine Doppel-Persönlichkeit verstehe: ein Amalgam aus dem ehrenwerten Bürger Rudolph Klemper einerseits und dem mordlüsternen Verbrecher Rudy Klemper. Klemper vermeinte instinktiv in Dent eine verwandte Seele zu treffen, glaubte, dass auch dieser über eine zweite Persönlichkeit verfügte und versuchte diese zu „erwecken“.
Tatsächlich begann Dent so etwas wie ein „zweites Ich“ zu entwickeln, das schnell zu einer enormen Eigendynamik gelangte. Dent ermordete zunächst Klemper in einem verzweifelten Versuch, ihre Andersartigkeit zu demonstrieren, indem er dessen Haus durch einen Sprengsatz zerstörte. Danach begann Dents Veränderung immer deutlicher zu Tage zu treten: er schlug vor, Beweise gegen Verdächtige, derer er sonst nicht habhaft werden konnte, zu fingieren und sogar die Ermordung von Kriminellen vorzuschlagen, die sich auf legalem Wege nicht „festnageln“ ließen. Seine Verbündeten begannen zunehmend an Dents geistiger Gesundheit zu zweifeln und auch die öffentliche Meinung richtete sich allmählich gegen ihn.
Durch den groß angelegten Prozess gegen den Bandenchef Salvatore Maroni hoffte Dent, sein Ansehen in der Öffentlichkeit wiederherstellen zu können. Aufgrund der erdrückenden Beweislast schien die Causa „Maroni“ bereits so gut wie gewonnen. Doch bei der Verhandlung rächte sich Maroni: Adrian Fields, Dents persönlicher Assistent, der auf Maronis Gehaltsliste stand, schmuggelte eine mit Vitriol (eine Schwefelsäure) gefüllte Patrone in den Gerichtssaal. Diese warf Maroni Dent im Gerichtssaal während seines Plädoyers ins Gesicht. Dabei wurde die linke Hälfte von Dents Gesicht schwer entstellt. Maroni wurde noch im Gerichtssaal von den Saalwächtern erschossen, Dent wurde ins Krankenhaus eingewiesen.
Vom Anblick seines entstellten Gesichts im Spiegel schockiert, gewann schließlich der „böse Harvey“, der schon seit langem in Dents Unterbewusstsein schlummerte, die Oberhand und übernahm die Kontrolle. Er zerkratzte den Silberdollar, den er von seinem Vater erhalten hatte und machte sein Handeln fortan vom Wurf der Münze abhängig.
In den 1980er Jahren wurde Two-Face Origin-Geschichte von dem berühmten Autoren Frank Miller überarbeitet: Miller etablierte eine bipolare Persönlichkeitsstörung in Kopplung mit paranoider Schizophrenie als den Urgrund von Dents Leiden. Eine dispositive Anfälligkeit dazu sei, so Miller, in Dent schon immer angelegt gewesen, durch seine schwierige Kindheit, latent ausgeprägt und schließlich durch das Schockerlebnis von Maronis Angriff beziehungsweise dem Anblick der so verursachten Entstellung, zum Tragen gekommen.
Dents erste Tat als Two-Face bestand in der Ermordung seines früheren Assistenten Fields. Als er kurz darauf versuchte, seinen eigenen Vater zu töten, traf er erstmals seit seinem „Unfall“ auf Batman. Seither hat er sich wegen seiner Unberechenbarkeit und seiner einstmals engen Beziehung zu Batman zu einem von dessen gefährlichsten Gegner entwickelt. So tötete Dent später Aldrich Meany, der seinen Platz als Bezirksstaatsanwalt von Gotham eingenommen hatte, und versetzte Batmans Partner Dick Grayson alias Robin, der Meanys Tod indirekt mitverschuldet hatte, einen schweren Schlag. Grayson gab letztendlich infolge dieses Vorfalls seine Identität als Robin auf und wurde zu Nightwing.
Eine weitere Komplikation der Beziehung wurde in den 1980er Jahren durch die Herstellung einer Verbindung zwischen Two-Face und Jason Todd, dem zweiten Robin, etabliert: in Batman Nr. 410 und Nr. 411 wurde enthüllt, dass Todds Vater, Willis Todd, nach der schweren Erkrankung seiner Frau an Krebs in Two-Faces Bande eingetreten war und sich diesem als Handlanger angedient hatte. Später wurde Willis Todd von seinem Auftraggeber erschossen, nachdem er bei einem Auftrag versagte bzw. die Münze die falsche Seite wählte. Todd konnte Two-Face später dingfest machen, beschloss aber, ihn zugunsten von Batmans Idealen zu schonen.
Die Ehe mit Gilda Kane (bzw. Dent) wurde schließlich geschieden, als diese zu der Einsicht gelangte, dass Dent nicht mehr geheilt werden könnte. Später heiratete sie Paul Janus und empfing mit Hilfe einer in-vitro-Befruchtung ein Paar Zwillinge von Dent (Batman: Two Face Strikes Twice, 1991). Dent, der Kane noch immer liebte, versuchte sie für sich zurückzugewinnen und Janus Verbrechen anzuhängen, musste aber letztlich eingestehen, dass seine Ex-Frau für ihn für immer verloren war. Später umgibt sich Two Face gerne mit zwei jungen Frauen, welche das Prinzip Engel und Teufel versinnbildlichen. Inwieweit er allerdings mit Leichten Frauen eine körperliche Beziehung eingeht, ist – wie bei den meisten Schurken in Gotham City – unklar.
Dent hat bereits mit einer Vielzahl von Gothamer Kriminellen kooperiert, so mit dem Joker, mit dem Pinguin, mit Doktor Moon, dem Ravager und dem Tallyman. Dabei schwankt seine Position kontinuierlich vom einfachen Hitman zum Bandenführer.

### Erdbeben und Niemandsland
Nach dem großen Erdbeben von 1998, das Gotham City als eine Trümmerlandschaft zurückließ und zur Folge hatte, dass die amerikanische Regierung die Stadt zum Niemandsland erklärte und vom restlichen Gebietskörper der Vereinigten Staaten abtrennte, wurde Two-Face zum Warlord. Er scharte eine große Zahl an Verbündeten um sich und besetzte einen großen Teil der verlassenen Stadt, den er zu seinem Herrschaftsgebiet erklärte. Auffallend war dabei die Brutalität, die Two-Face im Umgang mit anderen Menschen walten ließ: bei den Erweiterungen seines Herrschaftsgebietes und bei Vorstößen in die Gebiete der anderen Parteien, die um Gotham kämpften, ging er mit großer Skrupellosigkeit vor und tötete insbesondere bei einem Angriff auf Batmans „Bat-Sector“ mehrere Dutzend seiner Bewohner. Möglicherweise ertrug es ein Teil von Harvey Dent’s Psyche nicht, dass „seine“ Stadt im Chaos versank.
Zusammen mit seinem Helfershelfer und Scharfrichter, dem Tallyman, entführte Dent seinen ehemaligen Freund Commissioner Gordon und unterzog ihn einem Schauprozess wegen seiner Aktivitäten nach der Erklärung Gotham Citys zum Niemandsland. In diesem „Verfahren“ fungierte er in einer Doppelrolle als Richter und Staatsanwalt. Gordon überlistete Two-Face schließlich, indem er Rechtsanwalt Harvey Dent zu seinem Verteidiger berief. Diesem gelang es, durch sein glänzendes Plädoyer, einen Freispruch für seinen Mandanten zu erreichen. Der geistige-instabile Two-Face, der mit diesem alten Teil seines Ichs und dem Urteil nicht gerechnet hatte, ergab sich daraufhin dem Schock wurde darauf von den Blue Boys, der Fraktion der ehemaligen Polizei von Gotham City festgenommen und eingesperrt.

### Unglückliche Liebe, Heilung und Rückfall
Bereits während der Niemandsland-Zeit verliebte Dent sich in die Polizistin Renee Montoya, eine Liebe, die jedoch unerwidert blieb. Um Montoya dennoch für sich zu gewinnen, outete Dent sie als Lesbe und hängte ihr einen Mord an – in der Hoffnung, dass sie sich ihm in der Verzweifeltheit ihrer Lage von selbst zuwenden würde. Montoya konnte indessen ihre Unschuld beweisen und sich Dents Wünschen entziehen. Die Beziehung ist sehr angespannt, jedoch auf eine perverse Weise auch mit gegenseitigen Verständnis versehen, da beide ein Doppelleben leben.
Two-Face spielte eine Rolle bei dem Versuch des geisteskranken Tommy Elliot, Batman zu ermorden, um seinen irrationalen Hass auf den Verbrechensbekämpfer zu befriedigen. Elliot, ein begabter Chirurg, stellte Two-Face zerstörte Gesichtshälfte mit den Mitteln der plastischen Chirurgie wieder her, um diesen einen Anreiz zur Mitarbeit zu geben. Was Elliot dabei jedoch nicht bedacht hatte, war, dass mit der Wiederherstellung seines Gesichtes, auch Dents geistige Gesundheit wiederhergestellt würde. Dieser half daraufhin Batman im Kampf gegen Elliot und erschoss diesen nach im Kampf auf einer Brücke über den Gotham River. Elliots Körper, der in die Fluten des Flusses stürzte, wurde freilich bislang nicht aufgefunden. Dent wurde indessen für wieder zurechnungsfähig und rehabilitiert erklärt.
Seither hat er gleichwohl unter anderem dem Joker zur Flucht aus der Psychiatrie von Arkham Asylum verholfen, aber auch sich selbst – unter dem bezeichnenden Namen Janus – in Batmans Abwesenheit, aber auf dessen ausdrücklichen Wunsch hin, zum Beschützer der Stadt Gotham erklärt (Detective Comics Nr. 817). Nach einer dreimonatigen Ausbildung durch Batman besiegten Dent und Batman die Kriminellen Mr. Freeze und Firebug, woraufhin Batman die Stadt verließ und sie Dents Obhut überließ. Nach Batmans Rückkehr gab Dent seine Tätigkeit als Vigilant auf, wurde jedoch von Gefühlen der Überflüssigkeit übermannt, die ein Wiedererstarken der Two-Face-Persönlichkeit beförderten.
Schließlich wurde Dent in einem inneren Konflikt zwischen der Dent-Persönlichkeit und der „Evil-Harvey“-Persönlichkeit mental aufgerieben und Two-Face übernahm erneut die Kontrolle. Mit Nitritsäure und einem Skalpell zerstörte er Dents linke Gesichtshälfte aufs Neue und ist seither flüchtig. Gelegentlich erscheint er als Handlanger von anderen Verbrechern in anderen Geschichten. Es stellte sich heraus, dass Harvey Dent die geheime Identität von Batman herausgefunden hat, diese Information jedoch vor Two-Face verbergen kann.

## Alternative Versionen
In der Alternativwelt-Geschichte Batman – Die Rückkehr des Dunklen Ritters von 1986 wurde Dents Gesicht ebenfalls wiederhergestellt, jedoch hatte dies zur Folge, dass mit der Gesichtswiederherstellung auch die gute Harvey-Persönlichkeit unwiederbringlich vernichtet wurde. So blieb die monströse Two-Face-Persönlichkeit allein zurück.
In dem Crossover-Comic Batman/Daredevil, in dem Batman und der Comicheld Daredevil des Marvel-Verlages aufeinandertrafen, wurde enthüllt, dass Harvey Dent und Matt Murdock (Daredevils Alter Ego) gemeinsam Jura studiert hatten.

## Auftritte in anderen Medien

### Two-Face in Live-Action-Serien
In der Batman-Serie der 1960er-Jahre hatte man auf ein Auftreten Two-Faces verzichtet, da man fürchtete, eine derart grausame und düstere Gestalt würde den humoristisch-beschwingten Grundton der Serie konterkarieren. Ungeachtet dessen war 1968 kurzzeitig eine Two-Face-Folge, mit Clint Eastwood in der Rolle des Unholds (diesmal als Nachrichtenmoderator, in dessen Gesicht ein Monitor explodiert war), im Gespräch.
Harvey Dent erscheint in den ersten beiden Staffeln der Krimiserie Gotham, verkörpert von Nicholas D’Agosto. In der Prequel-Serie, die viele Jahre vor Bruce Waynes Verwandlung in Batman spielt, wird Dent als junger District Attorney in Gotham City gezeigt. Zu diesem Zeitpunkt wurde der Staatsanwalt noch nicht durch einen Unfall entstellt und wird als Freund und Verbündeter von James Gordon dargestellt.

### Two-Face im Kino
Trotzdem konnte Two-Face für sich beanspruchen, einer der bekanntesten Batman-Schurken zu sein. Dem wurde unter anderem Rechnung getragen durch sein Auftreten in dem Film Batman Forever von 1995, in dem Tommy Lee Jones den Part von Dent/Two-Face übernahm. Ursprünglich war beim Start der Batman-Filmserie von Warner Brothers 1989 der Schauspieler Billy Dee Williams für die Rolle des ambivalenten Schurken vorgesehen gewesen. Dementsprechend hatte Williams auch einen Auftritt im ersten Batman-Film von 1989, hier noch als Harvey Dent in einer Nebenrolle.
Es war geplant, ihn im zweiten Teil weiter aufzubauen, womöglich das Maroni-Attentat in den Film einzubringen und schließlich im dritten Teil der Batman-Serie, nach der Verwandlung in Two-Face, als Gegenspieler des Helden auftreten zu lassen. Williams mangelnde Bekanntheit beim breiten Publikum sowie Proteste aus Fankreisen, die keinen schwarzen Darsteller in der Rolle des in den Comics von jeher als Weißen dargestellten Dent sehen wollten, veranlassten die Produzenten jedoch, Williams zu ersetzen.
Im zweiten Teil übernahm Christopher Walken die für Williams angedachte Rolle des im Hintergrund agierenden debonairen Bösewichts – die außerdem von einem mächtigen, politisierenden Anwalt in einen skrupellosen Unternehmer umgeschrieben wurde – und starb, anders als für Dent vorgesehen, am Ende des Films. Um Unstimmigkeiten auszuschließen, wurde Walkens Charakter außerdem von Dent (wie er in den ersten Exposes und Drehbüchern hieß) in Max Shreck umbenannt. Im dritten Teil der Serie, unter der Regie von Joel Schumacher, trat Dent schließlich bereits nach seiner Transformation in Two-Face auf. Williams erhielt, aufgrund einer Klausel in seinem Vertrag von 1989, eine Abfindung dafür, dass die Rolle nicht an ihn ging.
Anders als in den Comics erscheint die Leinwandinkarnation von Dent als ein von jedem inneren Konflikt und von Gewissensqualen losgelöster, mitleidloser durchgedrehter Killer. Auch wurde die melancholisch-kontemplative Seite der Figur zugunsten einer für sie untypischen hyperaktiven, kreischenden Überreiztheit ausgespart. Wie vor ihm der Joker und der Pinguin in den Filmen von 1989 und 1992, starb auch Two-Face am Ende des Batman-Films im Endkampf mit dem Titelhelden, indem er aus großer Höhe in einen Schacht stürzte. Unterschiede zum Two-Face in den Comics waren unter anderem seine Verantwortlichkeit für den Tod der Familie Grayson, der Familie von Batmans Sidekick Robin, sowie seine Neigung, sich beim Werfen seiner Münze nicht gänzlich dem Zufall zu beugen, sondern die Münze immer und immer wieder zu werfen, bis sie auf der von ihm gewünschten Seite landet (d. h. das von ihm gewünschte Ergebnis eintritt).
Harvey Dent trat in der 2008 erschienenen Batman-Begins-Fortsetzung The Dark Knight in Erscheinung, verkörpert von Aaron Eckhart. Hier erscheint er mehr wie ein tragischer Held, denn als Bösewicht. Harvey Dent ist hier mit Rachel Dawes verlobt, der Jugendliebe von Bruce Wayne. Sein Gesicht wird bei einem schweren Brand vom Feuer entstellt, während bei einem zeitgleichen anderen Rachel ums Leben kommt. Dieser Verlust sowie der Einfluss des Jokers und die Schmerzen der Verletzung vollenden die Umwandlung von Harvey Dent in Two-Face. Als solcher nimmt er Rache an allen, die er für Rachels Tod verantwortlich sieht. Allerdings stirbt er am Ende dieses Films und ist somit nur für kurze Zeit Two-Face gewesen.
Im Film Joker: Folie à Deux aus dem Jahr 2024 wird Harvey Dent von Harry Lawtey dargestellt. In dieser Kontinuität ist Dent ein junger Assistant DA in Gotham City, der den Joker für dessen zahlreiche Verbrechen zur Rechenschaft ziehen will.

### Two-Face in Zeichentrickserien
In der Batman-Zeichentrickserie von Bruce Timm und Paul Dini trat Two-Face ebenfalls auf. Im englischsprachigen Original lieh ihm der Schauspieler Richard Moll seine Stimme. Hier rührt Dents Persönlichkeitsstörung von einem tiefverwurzelten Trauma her, das auf jahrelang unterdrückte Aggressionen zurückgeht und ihn dazu veranlasste, eine zweite Persönlichkeit zu entwickeln („Big Bad Harv“). Diese zweite Persönlichkeit war, im Kontrast zu seiner edlen äußeren Erscheinung, launisch und aggressiv. Sie äußerte sich in Form von brutalen Zornesausbrüchen und Tobsuchtsanfällen. Dents psychologische Unterlagen gerieten schließlich in die Hände von Rupert Thorne, einem Unterweltgranden, der den Bezirksstaatsanwalt mit Hilfe der kompromittierenden Dokumente dazu erpressen möchte, sich in seinem Sinne zu verhalten.
Bei der sich naturgemäß ergebenden Auseinandersetzung zwischen Dent und Thorne in einer Chemiefabrik wurden die empfindlichen technischen Anlagen von Kugeln durchbohrt und es kam zu einer schweren Explosion, die Dents gesamte linke Körperhälfte in Mitleidenschaft zog. Der Schock dieses Erlebnisses führte dazu, dass Dent dem Wahnsinn verfiel: als kriminelles Meisterhirn Two-Face verübte er fortan Taten, die sich immerzu um das Thema der Zahl „2“ drehte. Für Batman, der in seiner Geheimidentität als Bruce Wayne eng mit Dent befreundet war, bedeuten die Auseinandersetzungen stets eine schwere psychische Belastung, allerdings nur in der Anfangszeit.
In einer späteren Folge erlitt Dent sogar noch eine weitere, dritte, Persönlichkeitsabspaltung und entwickelte die Identität eines Vigilanten Richters (englisch „The Judge“). Dieser versuchte, dem Verbrechen in Gotham mit tödlichen Methoden ein Ende zu setzen. Two-Face, der nichts von seiner Identität mit dem neuen Verbrechensbekämpfer ahnte, versuchte den Richter zu beseitigen, scheiterte naturgemäß und dies zog eine weitere Verschlimmerung von Dents Zustand nach sich. In der Batman-Zeichentrickserie ist Dent außerdem verantwortlich für den Tod von Jack Drake, dem Vater von Tim Drake (Robin III.) verantwortlich. Diese Geschichte ist offenbar der Beziehung zwischen Dent und Jason Todd in den Comics nachempfunden. Der Robin der Animated Series ist somit eine Mischung aus Jason Todds Persönlichkeit und Vita und Tim Drakes Namen. Der Charakter Jason Todds taucht in der Zeichentrickserie nicht auf. Nach Dick Grayson folgt direkt Tim Drake als dessen Nachfolger. Dies ist wahrscheinlich darauf zurückzuführen, dass Jason Todd in der Batman-Geschichte „Tod in der Familie“ vom Joker brutal erschlagen wurde und dies wollte man dem Publikum nicht zumuten. Um nicht in Erklärungsnöte zu geraten, ließ man in der Serie deshalb die Figur des Jason Todd komplett weg. Anderen Quellen zufolge ist dies aber auch als Resonanz auf das damalige Leserecho der Batman-Comics zu deuten, denn bei den Lesern war Jason Todd alles andere als beliebt. So war es am Ende auch das Publikum, welches Jason Todd sterben ließ.
In der Zeichentrickserie „The Batman“ ist Two-Face bislang nicht aufgetaucht. In Batman Beyond taucht Dent lediglich als Illusion in einer Trainings-Simulation auf, die Terry McGuinness, Batmans designierter Nachfolger in der Bathöhle durchläuft.

### Two-Face in Video- und Computerspielen
Two-Face trat in diversen Batman-Videospielen auf, üblicherweise als Endgegner eines Levels. In Batman: The Animated Series wurde er von Poison Ivy als Geisel genommen und Batman muss ihn befreien. In The Adventures of Batman & Robin (SNES) taucht Two-Face als Gegenspieler im vierten Level auf. In den diversen Adaptionen von Batman Forever tritt er ebenso in zwei Levels als Endgegner auf. In Batman: Chaos in Gotham ist er der finale Endgegner. Two-Face spielt auch im Videospiel Lego Batman: Das Videospiel eine wichtige Rolle. Dort muss er ebenfalls in zwei Endlevels von Batman besiegt werden. So ist er auch in Batman: Arkham City zu finden, wo er als Endgegner in den Catwoman-Episoden fungiert. Des Weiteren ist er ein Gegenspieler in Batman: Arkham Knight. Dort muss Batman in mehreren Nebenmissionen die von Two-Face geplanten Banküberfälle vereiteln. Bei dem letzten Banküberfall nimmt Batman ihn fest und bringt ihn in die Arrestzelle des GCPD.